# Rocles (Ardèche)
Rocles település Franciaországban, Ardèche megyében. Lakosainak száma 263 fő (2022. január 1.). Rocles Beaumont, Jaujac, Joannas, Laboule és Sanilhac községekkel határos.

## Népesség
A település népessége az elmúlt években az alábbi módon változott:
| Lakosok száma | 253  | 181  | 177  | 188  | 246  | 241  | 249  | 258  | 257  | 263  |
|               | 1968 | 1982 | 1990 | 2006 | 2013 | 2015 | 2017 | 2019 | 2020 | 2022 |